# Maan de Steenwinkel
Maan de Steenwinkel, nota semplicemente come Maan (Utrecht, 10 febbraio 1997), è una cantante e attrice olandese.

## Biografia
Maan de Steenwinkel è nata a Utrecht e si è trasferita a Bergen all'età di un anno. Ha frequentato il Murmelliusgymnasium di Alkmaar. Sua madre è un'insegnante e suo padre è il regista televisivo Siebe de Steenwinkel, noto per aver realizzato talk show come Pauw, De Wereld Draait Door e Jinek.
Nel 2015 ha partecipato a The Voice of Holland, vincendo durante la serata finale del 29 gennaio 2016. Il suo primo singolo Perfect World, prodotto da Hardwell, è entrato nella Mega Top 50 e nella Dutch Top 40 ed è stato certificato disco d'oro il 1 aprile 2016. Anche il suo secondo singolo Ride It è entrato in classifica ed è diventato disco d'oro. Nel 2016 ha debuttato come doppiatrice nella versione in olandese del film Sing, prestando la voce al personaggio Becky.
Nel 2017 è stato pubblicato il singolo Almost Had It All. Il 6 ottobre 2017 è uscito l'album Picasso del rapper olandese Sevn Alias, in cui Maan canta nel brano In Amsterdam.
Nel dicembre 2017, Maan ha intrapreso il suo primo tour nazionale nei locali, la cui prima tappa ha avuto luogo il 1 dicembre a L'Aia.
Nel settembre 2018, Maan ha fatto parte della giuria professionale del Junior Eurovision Song Contest. Il 26 novembre 2018, è stato annunciato per l'anno successivo un secondo tour comprensivo di sei spettacoli. Nel febbraio 2019, Maan è stata premiata come "Miglior cantante dell'anno" ai 100% NL Awards. Il 1 aprile 2019, Marco Borsato ha annunciato che Maan sarebbe stata ospite nel suo tour De Kuip nel periodo compreso tra la fine di maggio e l'inizio di giugno.
Il 31 gennaio 2020 è stato pubblicato il primo album in studio Onverstaanbaar, che si è classificato al primo posto nella Top 100 degli album olandesi.
Maan fa parte della formazione occasionale The Streamers dal marzo 2021, che si è esibita in concerti gratuiti in live streaming durante la pandemia di COVID-19. Dopo che le regole della corona sono state ampiamente allentate, la formazione ha anche annunciato concerti con la presenza di un pubblico. Maan ha avuto un grande successo duettando con Nick Schilder nel brano Vivo per lei.
Nel 2021 è stata chiamata come coach ospite in The Voice Kids in sostituzione del rapper Snelle.
Il 14 ottobre 2022, Maan ha pubblicato il suo secondo album con il nome Leven, che include i singoli di successo Blijven Slapen con Snelle, l'omonimo Leven e Nee is Nee con Bente.

## Discografia

### Album in studio
- 2020 – Onverstaanbaar
- 2022 – Leven

### EP
- 2017 – AM
- 2017 – PM
- 2018 – Waar ga je heen

### Singoli
- 2016 – Perfect World
- 2016 – Ride It
- 2016 – DJ (con Jack Shirak)
- 2016 – Give You All I Got
- 2017 – Someone That I Never Knew
- 2017 – Jij bent de liefde
- 2017 – Almost Had It All
- 2017 – Pockets Full of Change
- 2017 – Me
- 2017 – Another Lonely Christmas
- 2017 – Blijf bij mij (con Ronnie Flex e Jack Shirak)
- 2018 – Spijt (con Jonna Fraser)
- 2018 – Lief zoals je bent
- 2018 – Waar ga je heen
- 2018 – Hij is van mij
- 2019 – Ik kom eraan
- 2019 – Zo kan het dus ook
- 2019 – Jij en ik tegen de wereld
- 2019 – Ze huilt maar ze lacht
- 2020 – Onverstaanbaar
- 2020 – Als ik ga (con Sevn Alias)
- 2020 – Rode wijn (con Kraantje Pappie)
- 2020 – Nog Even Niet
- 2020 – Zo kan het dus ook part 2
- 2021 – Als ik je weer zie (con Thomas Acda, Paul de Munnik e Typhoon)
- 2021 – Blijven Slapen (con Snelle)
- 2021 – Leven
- 2022 – Naar de maan (con DJVT)
- 2022 – Sowieso overhoop
- 2022 – Stiekem (con Goldband)